# 사가미만

지도

사가미만(일본어: 相模湾 さがみわん[*])은 일본 간토 지방에 위치한 만이다. 미우라반도 남단의 조가섬(城ヶ島)과 마나즈루정의 마나즈루 곶(真鶴岬)을 연결한 선으로부터 북쪽의 해역을 가리킨다. 동쪽으로는 가나가와현 미우라반도, 서쪽으로는 시즈오카현 이즈반도, 북쪽으로는 쇼난 해안, 남쪽으로 이즈오섬의 사이에 해당한다. 일본의 수도 도쿄로부터 남서쪽으로 약 40km 떨어져 있다. 만 연안의 주요 도시로는 오다와라시, 지가사키시, 후지사와시, 히라쓰카시, 이토시, 가마쿠라시가 있다.

## 역사
1923년에 사가미 만의 이즈오 섬 밑을 진앙지로 하는 간토 대지진이 발생했다. 도쿄를 포함해 항구도시인 요코하마 및 지바현, 가나가와현, 시즈오카현 등 간토 지방 전역이 피해를 입었다. 만 북쪽은 수심이 얕아서 쓰나미와 태풍 에너지가 집중되는 효과가 있기 때문에 쇼난 해안은 1498년 거대한 쓰나미로 고토쿠인의 대불이 파괴된 것을 포함해 여러번 상당한 피해를 입었다.

## 자연 환경
쿠로시오 해류가 통과해 만 주변은 온화한 기후를 띤다. 만의 최대 깊이는 1,500m에 이른다.

## 같이 보기
- 사가미만 해전